# Карпов, Николай Иванович (чиновник)
Николай Иванович Карпов (2 октября 1942, с. Пильно, Алтайский край — 19 апреля 2013, Сочи) — глава администрации Сочи (1991—1996), первый всенародно избранный мэр Сочи (1996—2000), почётный гражданин Сочи (2006), строитель, хозяйственник.

## Биография
- В 1959—1965 годах учился в Новосибирском инженерно-строительном институте.
- В 1965—1979 годах работал начальником СМУ на Сахалине, начальником СМУ в Воркуте, начальником СМУ в Туапсе.
- В 1979—1987 годах — начальник ПРУ, первый заместитель начальника Главсочиспецстроя в Сочи.

При его участии в Сочи было возведено много важнейших хозяйственных объектов, жилых домов и санаторно-курортных комплексов.
- 1987—1989 годах — руководитель контракта по строительству ТЭС в городе Юсифия (Ирак).
- 1989 году — избран первым заместителем председателя Сочинского горисполкома, в 1991 году назначен главой администрации, а в 1996 году в ходе первых в истории города выборов был избран мэром Сочи. Находился на данном посту до 2000 года.

Входил в состав правительственной комиссии, регулировавшей грузино-абхазский конфликт 1992—1993 годов, активно участвовал в эвакуации российских граждан из зоны боевых действий. Активно способствовал возрождению православия. Инициировал принятие ряда постановлений Правительства и Указов Президента Российской Федерации, в результате Сочи получил отдельную строку в бюджете страны.
- С 2000 года по 2007 год — главный федеральный инспектор аппарата полномочного представителя Президента Российской Федерации в Южном федеральном округе.

- Был советником президента Олимпийского комитета России.

- В апреле 2010 года избран в Общественный Совет по подготовке к проведению в Сочи зимних Олимпийских игр 2014 года.

Активный сторонник развития Сочи как горноклиматического курорта, один из инициаторов подачи первой заявки на проведение зимних Олимпийских игр в Сочи.

## Классный чин
- Действительный государственный советник Российской Федерации 2 класса.

## Награды
- Орден «За заслуги перед Отечеством» III степени (14 октября 1997 года) — за заслуги перед государством, большой личный вклад в социально-экономическое развитие города и плодотворную миротворческую деятельность[2]
- Орден Дружбы (29 декабря 1994 года) — за заслуги перед государством, успехи, достигнутые в труде, культуре, искусстве, большой вклад в укрепление дружбы и сотрудничества между народами[3]
- Орден «Знак Почёта»
- Медали России
- Медаль «За освоение целинных земель» (1958 год)
- Заслуженный строитель Российской Федерации
- Почётная грамота Правительства Российской Федерации (25 сентября 1997 года) — за большой личный вклад в социально-экономическое развитие города Сочи и многолетний добросовестный труд[4]
- Орден святого благоверного князя Даниила Московского II степени
- Почётный гражданин Сочи (2006 год).

## Семья
Был женат, имел 3 детей, 5 внуков, 2 правнучки.